# Жан Пьерр (футболист)
Жан Пьерр Касагранде Силвейра Коррея (порт. Jean Pyerre Casagrande Silveira Correa; родился 7 мая 1998, Алворада) — бразильский футболист, полузащитник клуба «Гремио», на правах аренды играющий за «Аваи».

## Биография
Воспитанник футбольной академии «Гремио». В основном составе «Гремио» дебютировал 2 марта 2017 года в матче бразильской Примейра-лиги против «Сеары». 13 августа дебютировал в бразильской Серии A в матче против «Ботафого». 3 декабря 2017 года забил свой первый гол за клуб, открыв счёт в матче против «Атлетико Минейро».
Выступал за сборную Бразилии до 17 лет. В 2015 году был включён в заявку сборной на чемпионат Южной Америки среди игроков до 17 лет , на котором бразильцы одержали победу, однако на самом турнире не сыграл.

## Титулы
- Чемпион штата Риу-Гранди-ду-Сул (4): 2018, 2019, 2020, 2021
- Финалист Кубка Бразилии (1): 2020
- Чемпион Южной Америки среди игроков до 17 лет (1): 2015 (не играл)